# Paolo Savelli (cardinale)
Paolo Savelli (Ariccia, 18 novembre 1622 – Roma, 11 settembre 1685) è stato un cardinale italiano della Chiesa cattolica, nominato da papa Alessandro VII, nel 1664.

## Biografia

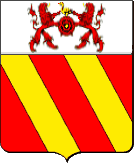
Stemma famiglia Savelli

Paolo nacque ad Ariccia in seno alla nobile famiglia Savelli nel 1622. Era figlio di Bernardino Savelli, II principe di Albano e di Maria Felice Damasceni Peretti, della famiglia di papa Sisto V. Era nipote, da parte materna, del cardinale Francesco Peretti il famoso cardinale di Montalto.
Fu nominato cardinale diacono il 14 gennaio del 1664 da Papa Alessandro VII col titolo della Santa Maria della Scala.
Fu titolare di San Giorgio in Velabro dal 14 gennaio 1669, di San Nicola in Carcere dal 14 maggio 1670, di nuovo ebbe il titolo di San Giorgio in Velabro dal 23 maggio 1678 e dal 15 novembre 1683 lo fu di Santa Maria Cosmedin.
Dal 1682 alla morte fu Archimandrita di Messina e Barone della Terra di Savoca.
Morì l'11 settembre del 1685. Fu sepolto nella cappella di famiglia nella Basilica di Santa Maria in Aracoeli a Roma.

## Albero genealogico
|                                                  |                 |                                                  | Genitori                                                  |  |  | Nonni |  |  | Bisnonni                                     |  |  | Trisnonni                                       |  |
|                                                  |                 |                                                  |                                                           |  |  |       |  |  | Bernardino Savelli, I duca di Castelgandolfo |  |  | Giovanni Battista Savelli, signore di Palombara |  |
|                                                  |                 |                                                  |                                                           |  |  |       |  |  | Bernardino Savelli, I duca di Castelgandolfo |  |  | Giovanni Battista Savelli, signore di Palombara |  |
|                                                  |                 | Costanza Bentivoglio                             |                                                           |  |  |       |  |  | Bernardino Savelli, I duca di Castelgandolfo |  |  |                                                 |  |
| Paolo Savelli, I principe di Albano              |                 |                                                  |                                                           |  |  |       |  |  | Bernardino Savelli, I duca di Castelgandolfo |  |  |                                                 |  |
|                                                  |                 | Lucrezia dell'Anguillara                         | …                                                         |  |  |       |  |  |                                              |  |  |                                                 |  |
|                                                  |                 | Lucrezia dell'Anguillara                         | …                                                         |  |  |       |  |  |                                              |  |  |                                                 |  |
|                                                  |                 | Lucrezia dell'Anguillara                         | …                                                         |  |  |       |  |  |                                              |  |  |                                                 |  |
| Bernardino Savelli, II principe di Albano        |                 | Lucrezia dell'Anguillara                         |                                                           |  |  |       |  |  |                                              |  |  |                                                 |  |
|                                                  |                 | Mario Savelli, VI signore di Ariccia             | Camillo Savelli, V signore di Ariccia                     |  |  |       |  |  |                                              |  |  |                                                 |  |
|                                                  |                 | Mario Savelli, VI signore di Ariccia             | Camillo Savelli, V signore di Ariccia                     |  |  |       |  |  |                                              |  |  |                                                 |  |
|                                                  |                 | Mario Savelli, VI signore di Ariccia             | Isabella Orsini                                           |  |  |       |  |  |                                              |  |  |                                                 |  |
| Caterina Savelli di Ariccia                      |                 | Mario Savelli, VI signore di Ariccia             |                                                           |  |  |       |  |  |                                              |  |  |                                                 |  |
|                                                  |                 | Artemisia Savelli                                | Ludovico Savelli, signore di Albano                       |  |  |       |  |  |                                              |  |  |                                                 |  |
|                                                  |                 | Artemisia Savelli                                | Ludovico Savelli, signore di Albano                       |  |  |       |  |  |                                              |  |  |                                                 |  |
|                                                  |                 | Artemisia Savelli                                | Porzia Colonna                                            |  |  |       |  |  |                                              |  |  |                                                 |  |
| Paolo Savelli                                    |                 | Artemisia Savelli                                |                                                           |  |  |       |  |  |                                              |  |  |                                                 |  |
|                                                  | Fabio Damasceni | …                                                |                                                           |  |  |       |  |  |                                              |  |  |                                                 |  |
|                                                  | Fabio Damasceni | …                                                |                                                           |  |  |       |  |  |                                              |  |  |                                                 |  |
|                                                  | Fabio Damasceni | …                                                |                                                           |  |  |       |  |  |                                              |  |  |                                                 |  |
| Michele Damasceni Peretti, I principe di Venafro | Fabio Damasceni |                                                  |                                                           |  |  |       |  |  |                                              |  |  |                                                 |  |
|                                                  |                 | Maria Felice Mignucci Peretti Ricci              | Giambattista Mignucci                                     |  |  |       |  |  |                                              |  |  |                                                 |  |
|                                                  |                 | Maria Felice Mignucci Peretti Ricci              | Giambattista Mignucci                                     |  |  |       |  |  |                                              |  |  |                                                 |  |
|                                                  |                 | Maria Felice Mignucci Peretti Ricci              | Camilla Peretti Ricci, marchesa di Venafro                |  |  |       |  |  |                                              |  |  |                                                 |  |
| Maria Felice Damasceni Peretti                   |                 | Maria Felice Mignucci Peretti Ricci              |                                                           |  |  |       |  |  |                                              |  |  |                                                 |  |
|                                                  |                 | Alfonso Cavazzi, V conte e barone della Somaglia | Francesco Cavazzi, IV conte e barone della Somaglia       |  |  |       |  |  |                                              |  |  |                                                 |  |
|                                                  |                 | Alfonso Cavazzi, V conte e barone della Somaglia | Francesco Cavazzi, IV conte e barone della Somaglia       |  |  |       |  |  |                                              |  |  |                                                 |  |
|                                                  |                 | Alfonso Cavazzi, V conte e barone della Somaglia | Margherita Trivulzio                                      |  |  |       |  |  |                                              |  |  |                                                 |  |
| Margherita Cavazzi della Somaglia                |                 | Alfonso Cavazzi, V conte e barone della Somaglia |                                                           |  |  |       |  |  |                                              |  |  |                                                 |  |
|                                                  |                 | Mariana de la Cerda y Bobadilla                  | Pedro Fernández de Bobadilla y Cabrera, conte di Chinchón |  |  |       |  |  |                                              |  |  |                                                 |  |
|                                                  |                 | Mariana de la Cerda y Bobadilla                  | Pedro Fernández de Bobadilla y Cabrera, conte di Chinchón |  |  |       |  |  |                                              |  |  |                                                 |  |
|                                                  |                 | Mariana de la Cerda y Bobadilla                  | Ana de Mendoza y de la Cerda                              |  |  |       |  |  |                                              |  |  |                                                 |  |
|                                                  |                 | Mariana de la Cerda y Bobadilla                  |                                                           |  |  |       |  |  |                                              |  |  |                                                 |  |